# Liste der Kulturdenkmale in Witsum
In der Liste der Kulturdenkmale in Witsum sind alle Kulturdenkmale der schleswig-holsteinischen Gemeinde Witsum (Kreis Nordfriesland) aufgelistet (Stand: 10. März 2025).

## Legende
In den Spalten befinden sich folgende Informationen:
- Objekt-ID: die Nummer des Kulturdenkmales
- Lage: die Adresse des Kulturdenkmales und die geographischen Koordinaten. Kartenansicht, um Koordinaten zu setzen. In der Kartenansicht sind Kulturdenkmale ohne Koordinaten mit einem roten Marker dargestellt und können in der Karte gesetzt werden. Kulturdenkmale ohne Bild sind mit einem blauen Marker gekennzeichnet, Kulturdenkmale mit Bild mit einem grünen Marker.
- Offizielle Bezeichnung: Bezeichnung des Kulturdenkmales
- Beschreibung: die Beschreibung des Kulturdenkmales
- Bild: ein Bild des Kulturdenkmales

## Bauliche Anlagen
| Objekt-ID | Lage                                       | Offizielle Bezeichnung   | Beschreibung | Bild |
| --------- | ------------------------------------------ | ------------------------ | --- | ---- |
| 6221      | Ban Taarep 4 (54° 41′ 52″ N, 8° 26′ 29″ O) | Uthländisches Haus, erw. | Uthländisches Haus; auf 1650 zurückgehend; lang gestreckter, geschlämmter Backsteinbau auf Natursteinsockel, reetgedecktes Halbwalmdach, Loo mit Holztor - Begründung: geschichtlich, städtebaulich, Kulturlandschaft prägend - Schutzumfang: gesamtes Äußeres, - Denkmaltyp: Bauliche Anlage | BW   |

## Quelle
- Liste der Kulturdenkmale in Schleswig-Holstein – Kreis Nordfriesland (PDF)

- Karte mit allen Koordinaten:
- OSM |
- WikiMap